# Henrik Jangvall
Henrik Jangvall, född 1966, är en svensk simmare. Jangvall har tävlat för Malmö KK och Sundsvalls SS och som bland annat har 2 st. SM-Guld på 1500 Frisim. 
4 st. SM-Guld i Lagkapp för Malmö KK. Svenskrekordhållare på 4x200 Frisim som stod sig i 27 år.
3 st. Riks Mästerskaps-Guld på 200, 400 och 1500 Frisim.
Ett 50-tal Distrikt Mästerskaps-Guld.
Representerade Sverige i OS 1988 i Seoul, Sydkorea. Simmade där 400 Frisim och 4x200 Frisim. ( https://web.archive.org/web/20170116182355/http://www.sports-reference.com/olympics/athletes/ja/henrik-jangvall-1.html )
Amerikansk High School mästare i Florida på 400 Yard Frisim.
Segrare i Vansbrosimningen 1986.